# Pedro Sousa
Pedro Sousa (Lisbona, 27 maggio 1988) è un ex tennista portoghese.
Ha disputato una finale nel circuito maggiore all'Argentina Open 2020, persa contro Casper Ruud. Vanta inoltre diversi titoli vinti nei circuiti minori, soprattutto in singolare. I suoi migliori ranking ATP sono stati il 99º posto in singolare raggiunto nel febbraio 2019, e il 241º in doppio nel febbraio 2013. Ha esordito nella squadra portoghese di Coppa Davis nel 2006.

## Carriera

### 2007-2011, primo titolo ITF
Sousa muove i primi passi nel circuito ATP nel 2007 quando riceve una wild card per il tabellone principale del torneo di Estoril, e viene eliminato al primo turno da Igor' Kunicyn. L'anno dopo perde al terzo turno di qualificazione dello stesso torneo. L'8 febbraio 2009 vince in Spagna il suo primo trofeo ITF battendo in finale lo spagnolo Gerard Granollers Pujol, a questo successo seguiranno nel corso della carriera altri 8 titoli in singolare e 10 in doppio nel circuito ITF. A fine aprile 2009 entra per la prima volta nel tabellone principale di un torneo Challenger al Tunis Open e perde al primo turno. Nel novembre successivo vince i primi incontri in un Challenger al Ciudad de Guayaquil e viene eliminato nei quarti. Nell'aprile 2011 supera per la prima volta le qualificazioni di un torneo ATP all'Estoril e viene battuto al primo turno da Juan Martín del Potro.

### 2012-2013, prime finali Challenger e top 200 nel ranking
Inizia il 2012 partecipando a tornei Futures e in febbraio vince i suoi primi due titoli in doppio. Disputa il primo Challenger stagionale in aprile a Barranquilla e arriva in semifinale. Nel resto della stagione resta concentrato sui Challenger ma non supera mai i quarti. In maggio si presenta per la prima volta in un torneo del Grande Slam al Roland Garros, ma viene battuto al terzo turno di qualificazione. Viene invece eliminato al primo turno di qualificazione sia a Wimbledon a fine giugno che agli US Open in agosto. In ottobre disputa la sua prima finale Challenger al torneo di doppio della Rio Tennis Cup di Rio de Janeiro. Nel gennaio 2013 debutta in Coppa Davis e si impone in singolare e in doppio nella sfida vinta 5–0 dal Portogallo contro il Benin. Durante la stagione viene eliminato in semifinale nei Challenger di Barranquilla, Porto Alegre e San Paolo del Brasile. Nel novembre 2013 perde contro Leonardo Mayer la prima finale in singolare di un torneo Challenger al Ciudad de Guayaquil. Entra così per la prima volta tra i top 200 del ranking, al 199º posto.

### 2014-2016, infortunio, uscita dal ranking e ritorno in top 200
Salta quasi tutto il 2014 per l'operazione al polso sinistro infortunato a inizio stagione, rientra a fine agosto alle qualificazioni degli US Open, perde tutti e tre gli incontri disputati in stagione ed esce dalla classifica mondiale. Rientra nel febbraio 2015 partecipando ad alcuni Futures e arriva due volte in semifinale. Passa poi ai tornei Challenger ma non supera mai il secondo turno durante l'annata, che chiude alla 786ª posizione del ranking. Nel 2016 risale la classifica grazie a 5 titoli e 5 finali nei tornei ITF, quasi tutte ottenute ad Hammamet. Nella seconda parte della stagione rientra nel circuito Challenger e arriva in semifinale nei tornei di Tampere e Campinas. Migliora il suo best ranking e il 31 ottobre 2016 si porta al 186º posto della classifica.

### 2017, primi titoli Challenger e 102º nel ranking
Nel gennaio 2017 si presenta per la prima volta agli Australian Open, ma viene battuto al primo turno di qualificazione. Il 30 aprile 2017 vince il suo primo trofeo Challenger nella I edizione degli Internazionali di Tennis d'Abruzzo di Francavilla al Mare, sconfiggendo in finale la testa di serie numero 2 Alessandro Giannessi con il punteggio di 6–3, 7–6. Il risultato gli permette di guadagnare 47 posizioni in classifica e migliorare il suo best ranking arrivando alla 172ª posizione. In maggio vince il primo incontro in carriera in un torneo ATP sempre all'Estoril, grazie al ritiro di Paul-Henri Mathieu, al secondo turno viene eliminato da Gilles Müller. In luglio vince nei primi due turni di qualificazione a Wimbledon e viene eliminato al terzo. Il 6 agosto 2017 vince il suo secondo trofeo Challenger, sconfiggendo a Liberec nella finale dello Liberec Open il brasiliano Guilherme Clezar. Il mese dopo si aggiudica il Città di Como Challenger battendo in finale Marco Cecchinato. La sequenza di risultati gli consente a fine settembre di raggiungere la 102ª posizione della classifica mondiale, suo nuovo best ranking.

### 2018, due titoli Challenger
Nel gennaio 2018 si presenta al Qatar Open ATP ma si ritira durante il primo incontro di qualificazione per un malanno alla schiena che lo costringe a un breve periodo di inattività. Subisce la stessa sorte il mese dopo al Rio Open. A fine aprile ottiene al Millennium Estoril Open la sua seconda vittoria nel circuito ATP superando in tre set il nº 70 ATP Gilles Simon; viene eliminato al secondo turno dal connazionale João Sousa, che si aggiudicherà il torneo. Il 13 maggio vince la prima edizione del Braga Open sconfiggendo in finale Casper Ruud. In luglio arriva la sua terza vittoria nei tornei ATP allo Swedish Open; sconfigge al primo turno il nº 93 ATP Radu Albot e al secondo viene eliminato da Fernando Verdasco. In agosto perde la finale del Challenger di Liberec contro Andrej Martin, e la settimana dopo supera Jan-Lennard Struff nella finale del Challenger IsarOpen, anch'esso alla sua prima edizione. A fine stagione perde le finali nei Challenger di Lima e Guayaquil, rispettivamente contro Cristian Garín e Guido Andreozzi, e chiude l'anno in 104ª posizione.

### 2019-2020, prima finale ATP, tre titoli Challenger e top 100
Nonostante le 7 sconfitte consecutive subite all'inizio del 2019 – la maggior parte nel circuito maggiore – a febbraio entra per la prima volta nella top 100 del ranking, al 99º posto. I primi risultati positivi arrivano in primavera con due quarti di finale raggiunti nei Challenger e le qualificazioni superate all'ATP 500 di Barcellona. Nel prosieguo della stagione gioca quasi esclusivamente nei Challenger e a giugno si impone in quello di Blois battendo in finale Kimmer Coppejans. Si ripete due mesi dopo con il successo su Peđa Krstin nella finale del Meerbusch Challenger e a settembre viene sconfitto nella finale della Firenze Tennis Cup da Marco Trungelliti, ma non rientra nella top 100. In doppio non va oltre due finali giocate nei Challenger. Nel febbraio 2020 disputa la sua prima finale ATP all'Argentina Open di Buenos Aires e viene sconfitto dal talento emergente Casper Ruud per 1–6, 4–6. Nella seconda parte della stagione, dopo la lunga pausa per il COVID-19, raggiunge la finale al Lisboa Belém Open e a dicembre torna a ridosso della top 100 grazie al successo su Carlos Taberner nella finale del Maia Challenger.

### 2021-2023, crollo nel ranking
Nell'arco del 2021 vince due soli incontri nei tabelloni principali di tornei ATP e non va oltre i quarti di finale nei Challenger. Fa il suo debutto olimpico in luglio ai Giochi di Tokyo e al primo turno raccoglie tre soli game contro Alejandro Davidovich Fokina. Chiude la stagione a fine agosto dopo l'eliminazione al primo turno di qualificazione degli US Open, e a fine anno si trova alla 173ª posizione del ranking, la peggiore dall'aprile 2017. Non si ripresenta nei primi mesi della stagione 2022 e a febbraio esce dalla top 200. Torna a giocare a fine marzo nei tornei Challenger, senza risultati di rilievo. Delude anche nelle rare qualificazioni disputate nel circuito maggiore, che non supera. Ad agosto scende oltre la 500ª posizione mondiale. Nella prima parte del 2023 gioca solo tornei portoghesi ITF e Challenger, e il miglior risultato è la semifinale all'Oeiras Challenger, con cui rientra nella top 400. Si ritira a fine 2023.

## Statistiche
Aggiornate al 24 aprile 2023.

### Singolare

#### Finali perse (1)
| Legenda                   |
| Grande Slam (0)           |
| ATP World Tour Finals (0) |
| ATP Masters 1000 (0)      |
| ATP World Tour 500 (0)    |
| ATP World Tour 250 (1)    |

| N. | Data             | Torneo                       | Superficie  | Avversario in finale | Punteggio |
| 1. | 16 febbraio 2020 | Argentina Open, Buenos Aires | Terra rossa | Casper Ruud          | 1–6, 4–6  |

### Tornei minori

#### Singolare

##### Vittorie (17)
| Legenda tornei minori |
| Challenger (8)        |
| Futures (9)           |

| N. | Data             | Torneo                                                  | Superficie  | Avversario in finale | Punteggio        |
| 1. | 30 aprile 2017   | Internazionali di Tennis d'Abruzzo, Francavilla al Mare | Terra rossa | Alessandro Giannessi | 6–3, 7–6(3)      |
| 2. | 6 agosto 2017    | Liberec Open, Liberec                                   | Terra rossa | Guilherme Clezar.    | 6–4, 5–7, 6–2    |
| 3. | 3 settembre 2017 | Città di Como Challenger, Como                          | Terra rossa | Marco Cecchinato     | 1–6, 6–2, 6–4    |
| 4. | 13 maggio 2018   | Braga Open, Braga                                       | Terra rossa | Casper Ruud          | 6–0, 3–6, 6–3    |
| 5. | 12 agosto 2018   | IsarOpen, Pullach                                       | Terra rossa | Jan-Lennard Struff   | 6–1, 6–3         |
| 6. | 23 giugno 2019   | Internationaux de Tennis de Blois, Blois                | Terra rossa | Kimmer Coppejans     | 4–6, 6–3, 7–6(4) |
| 7. | 18 agosto 2019   | Meerbusch Challenger, Meerbusch                         | Terra rossa | Peđa Krstin          | 7–6(4), 4–6, 6–3 |
| 8. | 6 dicembre 2020  | Maia Challenger, Maia                                   | Terra rossa | Carlos Taberner      | 6–0, 5–7, 6–2    |

##### Finali perse (18)
| Legenda tornei minori |
| Challenger (8)        |
| Futures (10)          |

| N. | Data              | Torneo                                    | Superficie  | Avversario in finale | Punteggio        |
| 1. | 16 novembre 2013  | Challenger Ciudad de Guayaquil, Guayaquil | Terra rossa | Leonardo Mayer       | 4–6, 5–7         |
| 2. | 30 luglio 2017    | Tampere Open, Tampere                     | Terra rossa | Calvin Hemery        | 3–6, 4–6         |
| 3. | 5 agosto 2018     | Liberec Open, Liberec                     | Terra rossa | Andrej Martin        | 1–6, 2–6         |
| 4. | 27 ottobre 2018   | Lima Challenger, Lima                     | Terra rossa | Cristian Garín       | 4–6, 4–6         |
| 5. | 3 novembre 2018   | Challenger Ciudad de Guayaquil, Guayaquil | Terra rossa | Guido Andreozzi      | 5–7, 6–1, 4–6    |
| 6. | 29 settembre 2019 | Firenze Tennis Cup, Firenze               | Terra rossa | Marco Trungelliti    | 2–6, 3–6         |
| 7. | 4 ottobre 2020    | Split Open, Spalato                       | Terra rossa | Francisco Cerúndolo  | 6–4, 3–6, 6(4)–7 |
| 8. | 18 ottobre 2020   | Lisboa Belém Open, Lisbona                | Terra rossa | Jaume Munar          | 6(3)–7, 2–6      |

## Risultati in progressione
| Sigla | Risultato               |
| ----- | ----------------------- |
| V     | Vincitore               |
| F     | Finalista               |
| SF    | Semifinalista           |
| O     | Oro olimpico            |
| A     | Argento olimpico        |
| SF    | Bronzo olimpico         |
| QF    | Quarti di Finale        |
| 4T    | Quarto turno            |
| 3T    | Terzo turno             |
| 2T    | Secondo turno           |
| 1T    | Primo turno             |
| RR    | Round Robin             |
| LQ    | Turno di qualificazione |
| A     | Assente                 |
| ND    | Non disputato           |

| Legenda superfici    |
| -------------------- |
| Cemento              |
| Terra battuta        |
| Erba                 |
| Superficie variabile |

### Singolare
| Tornei Grande Slam         |     |               |               |               |     |               |               |               |     |     |
| Australian Open, Melbourne | A   | A             | A             | A             | A   | Q3            | A             | 1T            | Q1  | 0–1 |
| Open di Francia, Parigi    | Q3  | Q1            | A             | Q1            | A   | Q3            | Q2            | A             |     | 0–0 |
| Wimbledon, Londra          | Q1  | A             | A             | Q1            | A   | Q3            | A             | A             |     | 0–0 |
| US Open, New York          | Q1  | A             | Q1            | Q1            | Q1  | Q1            | A             | Q1            |     | 0–0 |
| Vittorie–Sconfitte         | 0–0 | 0–0           | 0–0           | 0–0           | 0–0 | 0–0           | 0–0           | 0–1           | 0–0 | 0–1 |
| Giochi Olimpici            |     |               |               |               |     |               |               |               |     |     |
| Giochi Olimpici            | A   | Non disputati | Non disputati | Non disputati | A   | Non disputati | Non disputati | Non disputati | A   | 0–0 |
| Vittorie–Sconfitte         | 0–0 | Non disputati | Non disputati | Non disputati | 0–0 | Non disputati | Non disputati | Non disputati | 0–0 | 0–0 |

### Doppio
Nessuna Partecipazione